# Movimiento Swadeshi

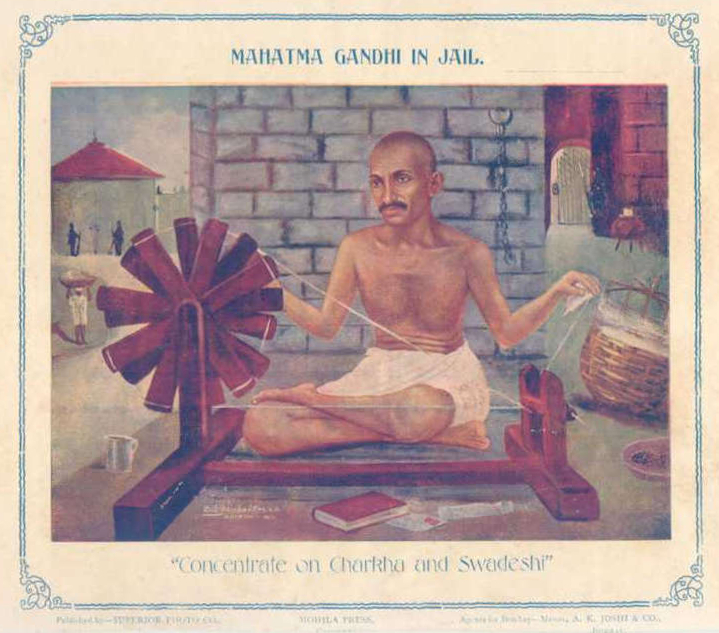
Póster de los años 1930 en el que al pie de la imagen de Gandhi en la cárcel hilando con una rueca se dice "Céntrate en Charkha y en Swadeshi"

El movimiento Swadeshi (hindi: स्वदेशी), parte del Movimiento de Independencia Indio, fue una exitosa estrategia económica que tenía como fin eliminar al Imperio Británico del poder y mejorar las condiciones económicas en la India a través de los principios del swadeshi (autosuficiencia).
Entre las estrategias que incluía el movimiento Swadeshi estaban el boicot de los productos británicos, así como el restablecimiento de la economía doméstica y sus técnicas de producción. Una de las marcas que surgió como parte de este movimiento es Boroline.
Swadeshi, como estrategia, fue el enfoque clave para Mohandas Gandhi, quien lo describió como «el alma del Swaraj» (autogobierno).
La segunda fase del movimiento se inició en 1905 con motivo del proyecto presentado por el virrey de la India lord Curzon de dividir en dos Bengala. Al movimiento se sumó entonces durante cierto tiempo el escritor Rabindranath Tagore que compuso dos canciones que posteriormente se convirtieron en los himnos nacionales de India y de Bangladés.